# Pimelodella griffini
Pimelodella griffini är en fiskart som beskrevs av Eigenmann, 1917. Pimelodella griffini ingår i släktet Pimelodella och familjen Heptapteridae. Inga underarter finns listade i Catalogue of Life.